# Кирил Симоновски
Кирил Симоновски (Скопље, 19. октобар, 1915, рођен као Кирил Симоновић — Београд, 1. јуна, 1984) био је македонски и југословенски фудбалер и тренер.

## Биографија
Рођен је 19. октобра 1915. године у Скопљу. Након завршетка основне школе, био је члан ФК "Југ", затим "Победе" и ФК "Грађански" у Скопљу. У време окупације (1941-1944) играо је за СК "Македонију" из Скопља, који се такмичио у дивизији Бугарске. Симоновски је такође био учесник у НОБ 1944.
После Другог светског рата, отишао је у Београд. Играо је за београдски Партизан и био стандардни члан. Играо је за Вардар. Био је тренер Партизана у три наврата, а као играч и тренер је освајао првенства и куп Југославије са Партизаном.

## Трофеји (као играч)

### Партизан
- Првенство Југославије (2) : 1946/47, 1948/49.
- Куп Југославије (1) : 1947.

## Трофеји (као тренер)

### Олимпијакос
- Куп Грчке (1) : 1960/61.